# Henry Souza
Henry Anthony Souza (ur. 12 lipca 1921 w Hongkongu, zm. 8 maja 1975 w North Vancouver) – hongkoński strzelec, olimpijczyk.
Brał udział w igrzyskach w latach 1960 (Rzym) oraz 1964 (Tokio). Dwukrotnie startował w konkurencji karabinu małokalibrowego leżąc (50 m); w Rzymie zajął 41. miejsce, a w Tokio uplasował się na 39. miejscu.
W 1958 roku zdobył brązowy medal Igrzysk Azjatyckich 1958 w konkurencji karabinu małokalibrowego leżąc, 50 m (579 punktów). W 1966 roku na igrzyskach w Bangkoku, zajął piąte miejsce w tej samej konkurencji (zdobył wówczas 581 punktów).

## Wyniki olimpijskie
| Igrzyska | Konkurencja                       | Wynik                                                                         | Miejsce                                                   | Źródło |
| -------- | --------------------------------- | ----------------------------------------------------------------------------- | --------------------------------------------------------- | ------ |
| IO 1960  | Karabin małokalibrowy leżąc, 50 m | Kwalifikacje: 380 punktów (93-97-96-94) Finał: 572 punkty (97-95-93-98-96-93) | 26. miejsce w grupie kwalifikacyjnej 41. miejsce w finale | [ 2 ]  |
| IO 1964  | Karabin małokalibrowy leżąc, 50 m | 586 punktów (96-99-98-96-98-99)                                               | 39.                                                       | [ 3 ]  |